# Bordères
Bordères is een gemeente in het Franse departement Pyrénées-Atlantiques (regio Nouvelle-Aquitaine) en telt 666 inwoners (2004). De plaats maakt deel uit van het arrondissement Pau.

## Geografie
De oppervlakte van Bordères bedraagt 4,6 km², de bevolkingsdichtheid is 144,8 inwoners per km².
De onderstaande kaart toont de ligging van Bordères met de belangrijkste infrastructuur en aangrenzende gemeenten.

## Demografie
Onderstaande figuur toont het verloop van het inwonertal (bron: INSEE-tellingen).

## Geboren in Bordères
- François Bayrou (1951), politicus en presidentskandidaat bij de presidentsverkiezingen van 2007;
premier sinds december 2024